# Бой у Карбогазы
Бой у Карбогазы (тур.Karboğazı savaşı) или Засада у Карбогазы (тур.Karboğazı baskını) — бои между турецкими партизанскими формированиями и французскими экспедиционными войсками в ходе Войны за независимости Турции на её южном фронте.

## Предыстория
Османская империя проиграла Первую мировую войну, и её армия осталась безоружной в связи с подписанием соглашения о перемирии Мондроса. Османские солдаты были демобилизованы, но создали партизанские отряды Кува-и Миллие, чтобы противостоять оккупации Анатолии. Через 47 дней после перемирия Мондроса французы нарушили договор и вторглись в Мерсин 17 декабря 1918 года. Юго-западная часть Турции была оккупирована итальянцами. Связь Османской империи со Средиземноморьем была отрезана.

## Французское продвижение
Французские войска хотели ускорить оккупацию и контролировать аллювиальные равнины, такие как Чукурова и средиземноморские побережья, с тем чтобы ускорить вторжение на территорию национальных сил Кува-йи Миилие (местные партизаны) и отрезать морское снабжение турок, но горы Тавр в этом регионе было трудно захватить, поскольку национальные силы Кува-йи Миллие доминировали на крутых склонах и пересекающих горы дорогах. Французы начали оккупировать провинцию Гюлек (тур. Gülek), и после этого начались столкновения.
Батальон под командованием майора Месниля был назначен для обеспечения французского присутствия в районе перевала Гюлек — Киликийские ворота древности, которые являются главным проходом с побережья Средиземного моря в центральную Анатолию. Штаб батальона находился в деревне Позанты. Однако весной 1920 года турецкие партизаны-националисты начали контролировать железную дорогу от Позанты на юг, и Позанты стал фактически заблокированным от Чукурова.

## Ход боёв
Получив одобрение от генерала Дюффье, сброшенного с военного самолета, Месниль решил ночью эвакуироваться из Позанты и вернуться к основным французским базам. Выступив из Позанты, французская колонна, преследуемая группой турецких партизан, дошла до Карбогазы, где оставалась до 26 мая. 
Местные партизаны, предупреждённые о присутствии французов в Карбогазы, устроили засаду на противоположной стороне долины. Рано утром 27 мая началась перестрелка с обеих сторон долины. Французские солдаты попытались прорваться в сторону Позанты, но натолкнулись на третью группу партизан. Ближе к вечеру, после больших потерь, батальон сдался. 

## Последствия
Победа турок при Карбогазы стали одними из поворотных моментов в освобождении южной части Анатолии и фактически положила конец французским планам. В 1921 году по Киликийскому мирному договору и Анкарскому соглашению Франция согласилась уйти из южной Турции. Солдаты батальона Менсиля находились в плену до 25 сентября 1921 года.